# Nigrolamia ogowensis
Nigrolamia ogowensis är en skalbaggsart som beskrevs av Dillon 1959. Nigrolamia ogowensis ingår i släktet Nigrolamia och familjen långhorningar.
Artens utbredningsområde är Gabon. Inga underarter finns listade i Catalogue of Life.